# Mel Spence
Melville Emanuel Alfonso Spence, detto Mel (Kingston, 2 gennaio 1936 – 28 ottobre 2012), è stato un velocista e mezzofondista giamaicano, specializzato principalmente nei 400 metri piani.

## Biografia
Si affermò a livello internazionale nel 1955 quando fece parte della staffetta 4×400 metri che conquistò la medaglia d'argento ai Giochi panamericani di Città del Messico.
L'anno seguente partecipò alle Olimpiadi di Melbourne, dove fu eliminato al primo turno nelle gare individuali dei 200 e dei 400 metri. Nella stessa Olimpiade gareggiò anche con la staffetta 4×400 metri che venne squalificata in finale.
Nel 1959, questa volta gareggiando sotto la bandiera della Federazione delle Indie Occidentali, ai Giochi panamericani di Chicago vinse l'oro con la staffetta precedendo il quartetto statunitense.
Nel 1962 contribuì alla vittoria della Giamaica nella staffetta 4×400 metri ai Giochi centramericani e caraibici svoltisi a Kingston. Nella stessa manifestazione giunse secondo nella gara degli 800 metri preceduto dal connazionale George Kerr. L'anno seguente, ai Giochi panamericani, fu secondo nella gara individuale del 400 metri e terzo con la staffetta.
Partecipò una seconda volta ai Giochi olimpici a Tokyo 1964 quando sfiorò il podio con la staffetta che giunse quarta a soli sei decimi dal terzo posto.
Suo fratello gemello Mal è stato anch'egli un velocista di livello internazionale.

## Palmarès
| Anno | Manifestazione                    | Sede              | Evento                | Risultato | Prestazione | Note |
| ---- | --------------------------------- | ----------------- | --------------------- | --------- | ----------- | ---- |
| 1955 | Giochi panamericani               | Città del Messico | Staffetta 4×400 metri | Argento   | 3'12"63     |      |
| 1959 | Giochi panamericani               | Chicago           | Staffetta 4×400 metri | Oro       | 3'05"3      |      |
| 1962 | Giochi centramericani e caraibici | Kingston          | 800 metri             | Argento   | 1'53"0      |      |
| 1962 | Giochi centramericani e caraibici | Kingston          | Staffetta 4×400 metri | Oro       | 3'11"6      |      |
| 1963 | Giochi panamericani               | San Paolo         | 400 metri             | Argento   | 46"94       |      |
| 1963 | Giochi panamericani               | San Paolo         | Staffetta 4×400 metri | Bronzo    | 3'12"61     |      |